# Giuseppe Zeno
Giuseppe Zeno (8 de maig de 1976) és un actor italià de cinema, teatre i televisió.

## Carrera
Giuseppe Zeno va néixer en Cercola, Campània, però va viure a Ercolano i a Vibo Marina. Va assistir a l'Institut Nàutic a Pizzo Calabro i va rebre un diploma com a capità del mar, després va assistir a l'Acadèmia d'Arts Dramàtics a Calabria.
El 1997 va debutar en la tragèdia grega Les Dones Troianes d'Euripides. Després va formar part del repartiment en produccions teatrals a l'Argentina i altres països d'Amèrica del Sud.
Zeno ha participat en diverses sèries televisives, com The Sopranos, Incantesimo, Carabineri, Un Posto al Sole, Gente di mare, St. Giuseppe Moscati: Doctor al Pobre, Rossella, Squadra antimafia – Palermo oggi, i Il paradiso delle signore.

## Vida personal
El 20 d'agost de 2016, Zeno es casa amb l'actriu italiana Margareth Madè en una cerimònia catòlica. La seva filla Angelica va néixer el 8 de novembre de 2017.

## Filmografia

### Teatre
- The Trojan Women (1997)
- Non tutti i ladri vengono per nuocere (1998)
- Gli imbianchini non-hanno ricordi (1998)
- La frontiera (1999)
- Babilonia (2000)
- Orestea (2001)
- Giuseppe ZenoA Midsummer Night's Dream (2001)
- Medea (2002)

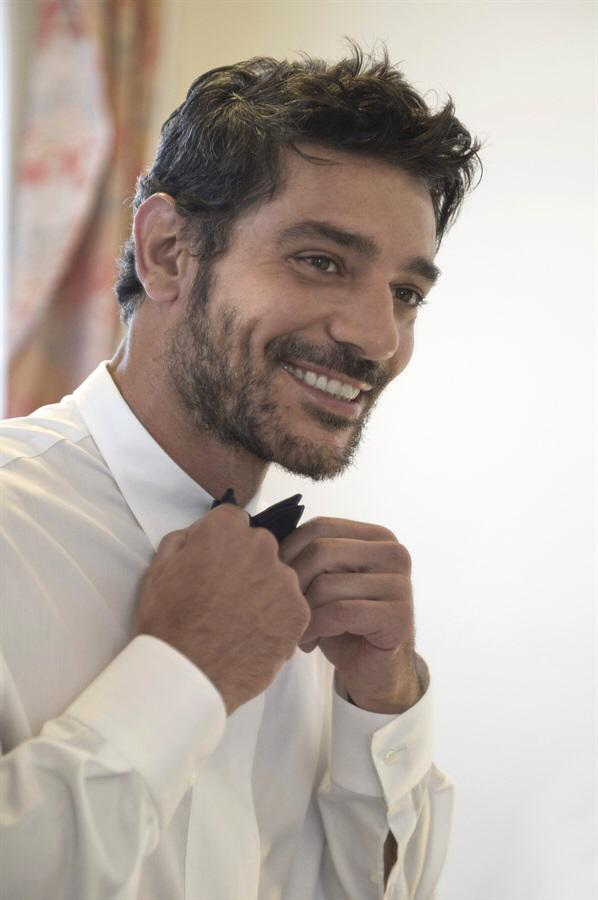
Giuseppe Zeno

- A View from the Bridge (2003–2005)
- La lingua pugnalata (2004)
- Il vento (2006)
- Bang! ...ancora un giallo a Fumetti!?! (2011)
- Il compleanno di Baudelaire (2013)

### Pel·lícules
- My Generation (1996)
- Un mondo d'amore (2002)
- DeKronos – Il demone del tempo (2005)
- Liberarsi – Figli di una rivoluzione minore (2008)
- La fabbrica dei tedeschi (2008)
- Francesco di Paola – La ricerca della verità (2009)
- Il sesso aggiunto (2011)
- Tenderness (2017)

### Televisió
- Piccoli angeli (1994)
- La voce del sangue (1999)
- The Sopranos (2000)
- Incantesimo (2002–2003)
- Carabinieri (2003)
- Un Posto al Sole (2004–2005)
- Gente di mare (2005–2007)
- L'onore e il rispetto (2006, 2009)
- Assunta Spina (2006)
- Graffio di tigre (2007)
- St. Giuseppe Moscati: Doctor to the Poor (2007)
- Fuga con Marlene (2007)
- Artemisia Sanchez (2008)
- Pane e libertà (2009)
- Gli ultimi del Paradiso (2010)
- Rossella (2011)
- Squadra antimafia – Palermo oggi (2011)
- Il clan dei camorristi (2013)
- Le mani dentro la città (2014)
- Il paradiso delle signore (2015)
- La sonata del Silencio (2016)
- Scomparsa (2017)
- Tutto può succedere 3 (2018)
- Mentre ero via (2019)
- Imma Tataranni - Sostituto procuratore(2019)
- Come una madre(2020)
- Mina Settembre (2021-2022)
- Storia di una famiglia perbene (2021)
- Luce dei tuoi occhi (2021-2022)
- Blanca (2021)
- Tutto per mio figlio (2022)